# Rectoria de Flaçà
La Rectoria de Flaçà és una obra de Flaçà (Gironès) inclosa a l'Inventari del Patrimoni Arquitectònic de Catalunya.

## Descripció
És un edifici residencial urbà, de planta rectangular i tres crugies. Parets de pedra morterada i façana arrebossada pintada. La porta d'accés i les obertures del primer pis estan emmarcades per carreus i llinda de pedra. Coberta de teula amb ràfecs de tres fileres
És un edifici situat al carrer de la Cellera, molt prop de la casa Balle. Actualment és ocupat